# Atanasio de Urioste
Atanasio de Urioste de las Carreras (Bilbao, 2 de mayo de 1798 - Sucre, 5 de enero de 1864) fue un comerciante y magnate boliviano y fundador de la familia Urioste. Obtuvo una gran fortuna a través de su comercio y se convirtió en uno de los hombres más ricos de la naciente nación Boliviana. Entre sus descendientes se encuentran la afamada Princesa de La Glorieta, figura muy popular en Bolivia, Atanasio de Urioste Velasco, y el industrial Armando Julio Urioste Arana.

## Biografía
Era hijo de Juan Gregorio de Urioste del Valle y Eugenia Lucía de Las Carreras de los Heros, naturales de lo que hoy es la región metropolitana de Bilbao, en España. Durante su infancia, la provincia de Vizcaya había sido arrasada por las Guerras Napoleónicas y, como tal, su padre lo enviaría a Buenos Aires a los 14 años a vivir bajo la tutela de su tío materno, Don Manuel de las Carreras.
Ya mayor de edad, se trasladaría a la ciudad de Potosí, en Bolivia, donde establecería una ruta mercantil que conectaría a esta ciudad con el puerto de Arica. Transportando plata y otros recursos desde Charcas al mercado global, Urioste se hizo muy rico y, como tal, llegó a ser una figura poderosa en la nueva República de Bolivia.
Fue en Potosí donde fundó la Casa Urioste, una casa de comercio establecida para manejar su empresa y sus negocios personales. Esta sería su principal fuente de ingresos y luego se expandiría a la industria minera.
En Potosí se casaría con Micaela Dionisia Gómez Martínez, la hija del gobernador real de Salta, Miguel Francisco Gómez.

## Matrimonio e hijos
Casado con Micaela Gómez, Urioste tendría seis hijos: Melitón; Lorenza Pastora; Juan Manuel; Ezequiel; María Encarnación; y Rosa Petronila. A través de su hijo mayor, Melitón, es antepasado de la Princesa de La Glorieta, Atanasio de Urioste Velasco, y del magnate e industrial Armando Julio Urioste Arana.